# Cattedrale della Trasfigurazione del Signore (Kaišiadorys)
La cattedrale della Trasfigurazione del Signore (in lituano: Kaišiadorių Kristaus Atsimainymo katedra) è la cattedrale cattolica di Kaišiadorys, in Lituania, e sede della diocesi di Kaišiadorys.

## Storia
Nel 1906 venne creato un comitato per la costruzione della chiesa. Negli anni successivi vennero redatti tre diversi progetti per la realizzazione della chiesa. Solo nel 1914 venne adottato quello definitivo, realizzato da Vaclovas Michnevičius.
Nel 1932 fu finalmente costruita la chiesa e nel 1934 la sede della curia. Il 10 maggio del 1936 la chiesa è stata elevata a cattedrale ed in questa occasione Papa Pio XI ha inviato un regalo un ostensorio. Nel 1944 la cattedrale ha subito gravi danni in conseguenza della seconda guerra mondiale e nel periodo sovietico è stata chiusa al culto e destinata ad altro uso, fino al 1987, quando la Lituania riacquistò l'indipendenza.